# Château de la Tour-Penet
Le château de la Tour-Penet est situé sur la commune de Péronne en Saône-et-Loire, à flanc de pente.

## Description

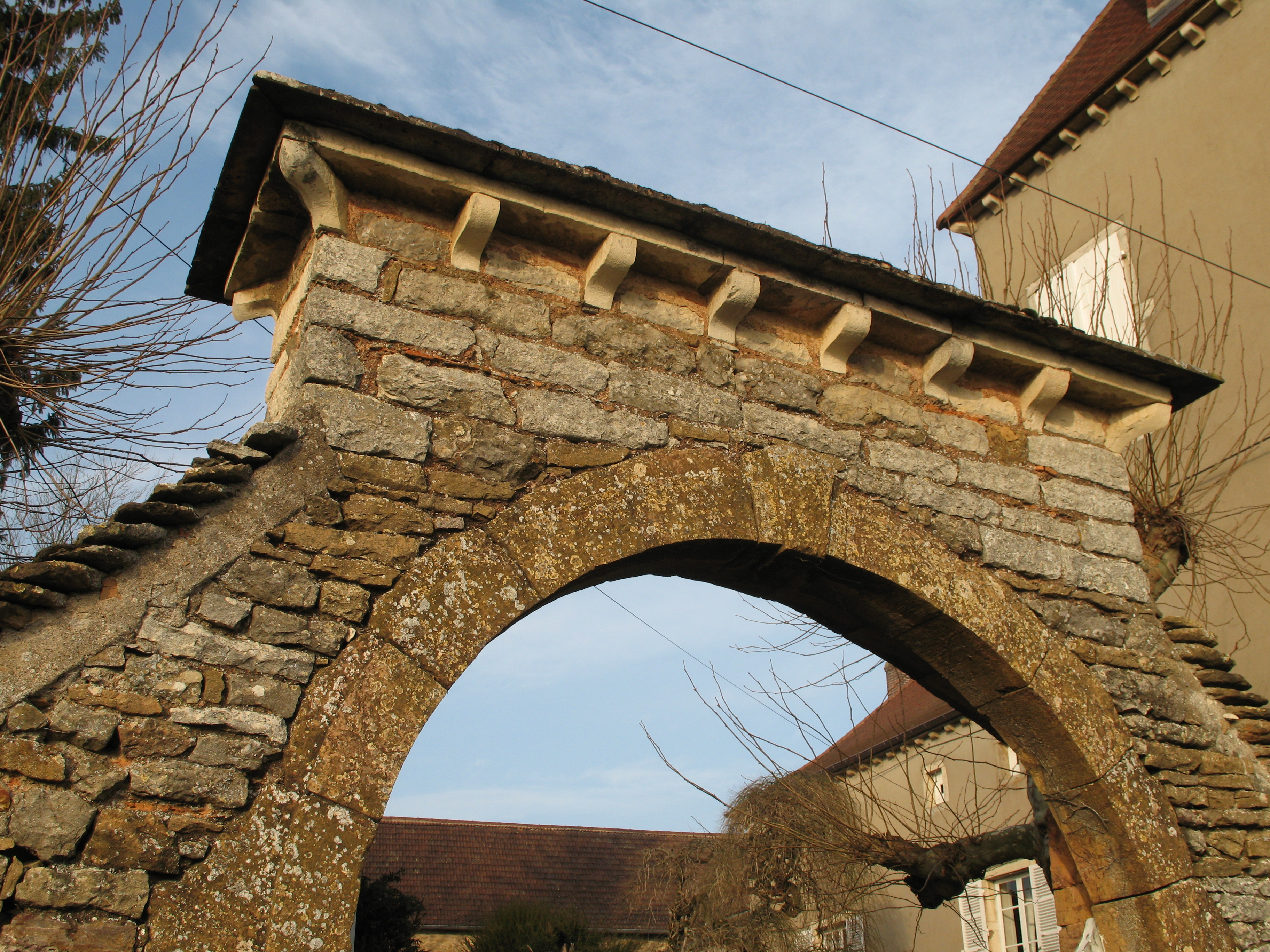
Le château de la Tour-Penet : détail de la couverture du portail.

Le corps de logis principal, de plan rectangulaire allongé, est flanqué, sur trois de ses angles, de tours carrées couvertes de toits en pavillon. Un balcon couvert et une véranda ont été plaqués, au XXe siècle, entre les deux tours sud. La tour sud-ouest, pourvue d'une porte rectangulaire, renferme un escalier de pierre tournant à deux volées droites. Deux portes en plein cintre s'ouvrent au rez-de-chaussée de la façade occidentale.
Autour de la cour, à laquelle on accède par une porte charretière en plein cintre accostée d'une porte piétonne de même type, sont répartis divers communs, dont une longue grange percée d'une porte charretière en plein cintre à agrafe sculptée d'une palmette, au pignon ouest de laquelle s'appuie une tour carrée arasée au-dessus du premier étage.
À l'est, s'étendait un jardin en terrasse.
Le château est une propriété privée et ne se visite pas.

## Historique
- XVIIe siècle : le château est vraisemblablement bâti à cette époque, sur une terre dépendant de la seigneurie de Vaux-sous-Targe
- 1842 : Suzanne de Lamartine du Villars, chanoinesse de Salles lègue le domaine à son neveu, Alphonse de Lamartine
- 1850 : le poète vend le château et le domaine de 90 hectares, en partie planté de vignes, qui l'accompagne, à Monsieur de Contenson
- époque contemporaine: les propriétaires réalisent d'importantes modifications dans la distribution des pièces d'habitation; disparition, derrière une cloison, d'une cheminée portant la date de 1702

## Annexe